# CloneDVD
CloneDVD је власнички софтвер за клонирање DVD-а, који је развио Elaborate Bytes, који се може користити за прављење резервних копија било ког DVD филма који није заштићен од копирања. Програм може да транскодира двослојни DVD филм како би га уклопио на DVD-R, DVD+R или DVD+R DL (двослојни) диск. Корисници такође имају избор да уклоне аудио токове, титлове и поглавља. Ово се зове прилагођавање. На пример, корисници могу да уређују и бришу одређене делове DVD-а које не желе да се нарежу, као што су главни мени, бонус функције, коментари или одређене сцене са стварног DVD-а. Померањем траке квалитета (или избором стандардног формата оптичког диска) корисник може да учини да DVD одговара циљном медијуму.
Још једна карактеристика овог софтвера је његова способност да сачува садржај диска као ISO слику или као појединачне DVD датотеке (тј. у VIDEO_TS директоријуму). Насупрот томе, CloneDVD може писати DVD са ISO слике и из директоријума појединачних DVD датотека. Сходно томе, CloneDVD може обрадити фасциклу са DVD датотекама (тј. на другом медијуму за складиштење) и конвертовати је у ISO слику. Међутим, не може да конвертује ISO слику директно у директоријум DVD датотека, али то је могуће урадити тако што ћете прво монтирати слику у виртуелну диск јединицу помоћу емулатора слике диска, као што је Virtual CloneDrive. CloneDVD подржава брзине снимања DVD-а до 18x.